# Joan Estruch Tobella
Joan Estruch Tobella (Sant Sadurní d'Anoia, 1953) és un historiador i catedràtic de llengua i literatura català, llicenciat en filosofia i lletres per la Universitat de Barcelona especialitzat en l'estudi del Partit Comunista d'Espanya.
És autor d'obres com Historia del PCE (1920-1939) (1978), prologat per Fernando Claudín, El PCE en la clandestinidad (1982) o Historia oculta del PCE (2000), entre d'altres.
A Historia del PCE (1920-1939) descriu una realitat «confusa» del PCE als seus primers anys. García Cotarelo assenyala simpaties i afinitat amb el Partit Obrer d'Unificació Marxista per part d'Estruch, que li farien «dibuixar un PCE estalinista i burocratitzat». Segons García Cotarelo, Estruch suggereix en aquest llibre que el sorgiment del comunisme a Espanya va ser una reacció «immadura» als esdeveniments que tenien lloc a la Unió Soviètica i que no responia a unes «necessitats nacionals reals». No obstant això, César Vidal el va descriure en els seus inicis com un «historiador gairebé oficialista [del PCE]». A Historia oculta del PCE, Estruch pretén desvetllar la història oculta del partit i els seus «aspectes més sinistres», segons Vidal, centrant les seves crítiques en els dirigents i la cúpula del partit. Gómez Roda, per la seva banda, contextualitza l'aparició d'aquesta última obra en el corrent d'historiografia crítica amb el comunisme que va proliferar després de la caiguda del mur de Berlín i la dissolució de la Unió Soviètica.